# Estat Lliure d'Anhalt

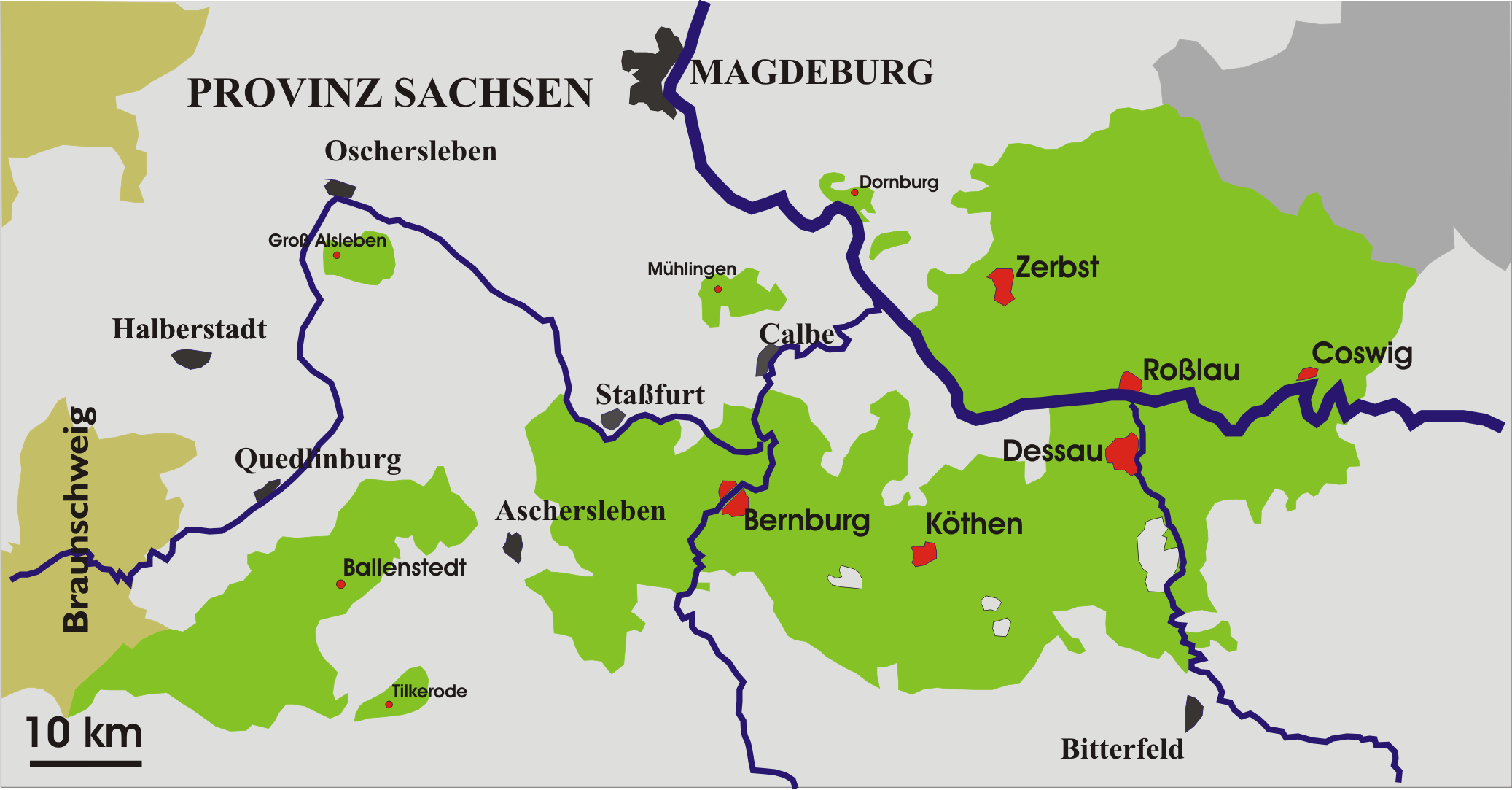
Territori

L'Estat Lliure d'Anhalt (Freistaat Anhalt) fou un dels estats territorials (Länder) que van constituir l'anomenada República de Weimar (Alemanya 1920-1932). Fou format en el lloc de l'antic ducat d'Anhalt, enderrocat el novembre de 1918. La seva capital fou Dessau. Amb l'arribada al poder dels nazis (1932-1933) Anhalt fou abolit de facto pel govern federal, convertint-se en part del Gau de Magdeburg-Anhalt.
Al final de la II Guerra Mundial, l'Estat Lliure d'Anhalt es va fusionar amb la Saxònia prussiana per formar el 1949 l'estat de Saxònia-Anhalt que fou part de la República Democràtica Alemanya. El sistema federal fou abolit a Alemanya oriental el 1952. Després de la unificació el 1991, l'estat fou restaurat dins l'Alemanya unificada.

## Ministres-presidents d'Anhalt
- 1918-1919: Wolfgang Heine (SPD)
- 1919-1924: Heinrich Deist (SPD)
- 1924-1924: Willy Knorr (DNVP)
- 1924-1932: Heinrich Deist (SPD)
- 1932-1940: Alfred Freyberg (NSDAP - com Gauleiter)
- 1940-1945: Rudolf Jordan (NSDAP - com Gauleiter)

### Reichsstatthalter
Reichsstatthalter per l'Anhalt i Brunswick (capital a Dessau)
- 1933-1935: Wilhelm Loeper
- 1935-1937: Fritz Sauckel
- 1937-1945: Rudolf Jordan

## Presidents del Landtag
- 1918-1928; Heinrich Pëus (SPD)
- 1928-1932: Richard Paulick (SPD)
- 1932-1933: Wolfgang Nicolai (NSDAP)